# 布尔盖比
布尔盖比（法語：Bourguébus，法語發音：[buʁɡeby]）是法国卡尔瓦多斯省的一个市镇，属于卡昂区。

## 地理
布尔盖比（49°7'17"N, 0°17'52"W）面积5.52 平方千米，位于法国诺曼底大区卡爾瓦多斯省，该省份为法国西北部沿海省份，北濒大西洋英吉利海峡，东北与滨海塞纳省以海上边界相接，东临厄尔省，南至奧恩省，西与芒什省接壤。
与布尔盖比接壤的市镇（或旧市镇、城区）包括：贝朗格勒维尔、弗雷努维尔、索利耶、勒卡斯特莱、卡斯蒂讷昂普莱讷。

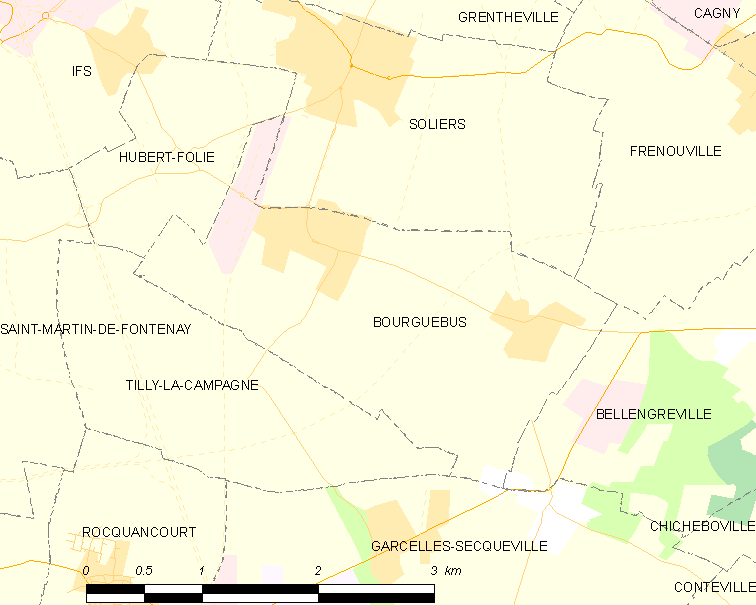
布尔盖比的OSM定位图

布尔盖比的时区为UTC+01:00、UTC+02:00（夏令时）。

## 行政
布尔盖比的邮政编码为14540，INSEE市镇编码为14092。

## 政治
布尔盖比所属的省级选区为埃夫勒西县。

## 人口

1962-2008年间布尔盖比人口变化图示

布尔盖比于2022年1月1日时的人口数量为2561人。